# R.I.P.D. – Szellemzsaruk
Az R.I.P.D. – Szellemzsaruk (az „R.I.P.D.” rövidítés: Rest in Peace Department - „nyugodjon békében részleg”) 2013-ban bemutatott amerikai sci-fi akció-vígjáték, melyet Phil Hay, valamint Matt Manfredi forgatókönyvéből Robert Schwentke rendezett. A film főszereplői Jeff Bridges, Ryan Reynolds, Kevin Bacon, Mary-Louise Parker, James Hong, Marisa Miller és Robert Knepper.
A forgatás 2012. január 28-án fejeződött be. A filmet eredetileg 2013. június 28-án akarták bemutatni, de végül július 19-re tették át az amerikai premiert. Az Amerikai Egyesült Államokban az Universal Pictures, Magyarországon július 18-án, szinkronizálva a UIP-Dunafilm forgalmazásában jelent meg.
Többnyire negatív véleményeket kapott a kritikusoktól. A Metacritic oldalán a film értékelése 25% a 100-ból, ami 27 véleményen alapul. A Rotten Tomatoeson az R.I.P.D. – Szellemzsaruk 13%-os minősítést kapott, 104 értékelés alapján.

## Cselekmény
Nick Walker és Bobby Hayes, a bostoni rendőrség nyomozói ellopnak egy ládát, amely tele van aranydarabokkal, és amelyet egy drogfogás során találtak. Nick elássa a hátsó kertjében egy narancsfánál az aranyból neki járó részt, azzal a szándékkal, hogy később majd felhasználja, hogy jobb életet biztosítson magának és feleségének, Juliának. A férfi azonban megbánja a lopást, és közli Hayes-szel, hogy vissza akarja adni az aranyat. Később, egy raktárházi razzia során Nick és Hayes lövöldözésbe keveredik a bűnözőkkel. Hayes lelövi Nicket, hogy megakadályozza az arany visszaadását.
Az idő megáll, és Nick egy égi örvénybe kerül.
A túlvilágon, az aranyak ellopásának büntetéseként, Nicket beszervezi a R.I.P.D. (Rest in Peace Police Department - „nyugodjon békében rendőrségi részleg”), amelynek feladata megtalálni és letartóztatni azokat a lelkeket, akik nem hajlandóak a túlvilágra menni; a földön maradva ezek a lelkek „rothadó” lelkek lesznek. Nickhez csatlakozik Roycephus „Roy” Pulsipher, aki előbb seriff volt, majd katona az Amerikai polgárháború idején, és hosszú öregség után halt meg.
Amint visszatérnek a Földre, végignézik Nick temetését, aki megpróbál beszélni Juliával, de az nem ismeri fel; ezért Roy elárulja Nicknek, hogy az R.I.P.D.-ügynököknek avatárt és új személyazonosságot adnak, hogy ne fedjék fel a túlvilági létet: Nick egy idős kínai úriember, míg Roy gyönyörű szőke nőként jelenik meg a többiek előtt.
Az első küldetés során Nick segít Roynak kihallgatni egy halottat, és rájön, hogy a gyanúsított birtokában van néhány aranydarab, amelyek hasonlóak azokhoz, amelyeket még életében ellopott. Nick és Roy katalogizálják a bizonyítékként szolgáló darabokat, mielőtt feltesznek néhány kérdést Roy informátorának. Nick átveri az informátort, aki elvezeti őket Bobbyhoz: a két ügynök követi Bobbyt Nick régi házához, ahol Bobby Hayes előássa az aranydarabokat. Roy és Nick továbbra is követik Bobbyt, és megfigyelik, ahogy átadja az aranyat egy „rothadó”-nak, akit megállítanak és kihallgatnak; a „rothadó” azonban megszökik, ami felkelti az emberek figyelmét és pánikot kelt.
Az R.I.P.D.-nél Mildred Proctort az Örökkévaló ügyek-től utasítják, hogy a sikertelen letartóztatás és a „rothadó” által keltett pánik miatt mentse fel Royt és Nicket az ügy és a szolgálat alól; Mildredet az Örökkévaló ügyek hivatala arról is tájékoztatja, hogy az arany egy ősi projekt, a Jericho-prizma része, amely képes megfordítani a lelkek áramlását a Földről a túlvilágra.
Nick a Földön marad, és megpróbálja elérni, hogy Julia felismerje őt; Roy követi őt, és úgy döntenek, hogy együtt dolgoznak Bobby tervének leleplezésén. Rájönnek, hogy Bobby maga is egy istenség (aki azért maradt a Földön, mert miután a történet elején lelőtték, nem hajlandó a pokolba menni), és letartóztatják, de egy elkobzott tárgy megállítja az egész R.I.P.D. osztályt. Ennek eredményeként Bobby a többi istenséggel együtt megszökik, magával viszi az aranyat, és összerakja a Jericho-prizmát, majd túszul ejti Juliát, és leszúrja, mivel a prizma aktiválásához emberáldozatra van szükség.
Összecsapás következik, amelynek során Roy elpusztítja a prizmát, Nick pedig kiiktatja Bobbyt. A halál közelében Julia meglátja Nickben azt, aki valójában, és végső búcsút vesznek egymástól; Julia valójában úgy véli, hogy Nick még mindig él, és Nick nem tudja, hogy a R.I.P.D. tagjaként láthatja-e majd Juliát a túlvilágon.
Mildred Proctor tájékoztatja Nicket, hogy Julia túléli és a Földön marad; Nick és Roy rehabilitálódik az R.I.P.D.-ben, és utóbbi, hogy gratuláljon társának, új személyazonosságot ad neki: a rendelkezésre álló avatárok korlátozott választéka miatt Nick egy fiatal cserkészlány bőrébe bújik.

## Szereplők
| Színész            | Szereplő                  | Magyar hang       | Leírás                                                                                                   |
| ------------------ | ------------------------- | ----------------- | --- |
| Jeff Bridges       | Roycephus „Roy” Pulsipher | Sörös Sándor      | az Egyesült Államok marsallja, valamint egykori amerikai polgárháborús katona és az RIPD veterán tisztje |
| Ryan Reynolds      | Nick Walker               | Szatory Dávid     | a bostoni rendőrség nyomozó őrmestere, akit meggyilkolnak és Roy Pulsipher társává válik                 |
| Kevin Bacon        | Bobby Hayes               | Rékasi Károly     | a bostoni rendőrség nyomozó hadnagya, aki szövetkezik a „rothadó”-kkal                                   |
| Mary-Louise Parker | Mildred Proctor           | Kökényessy Ági    | a bostoni RIPD feje                                                                                      |
| Stephanie Szostak  | Julia Walker              | Szinetár Dóra     | Nick felesége / özvegye                                                                                  |
| James Hong         | Jerry Chen nagypapa       | Cs. Németh Lajos  | Nick avatárja                                                                                            |
| Marisa Miller      | Opal Pavlenko             | Solecki Janka     | Roy avatárja                                                                                             |
| Devin Ratray       | Pulaski                   | Kerekes József    | |
| Robert Knepper     | Stanley Nawlicki          | Karácsonyi Zoltán | egy „rothadó”                                                                                            |
| Mike O'Malley      | Elliot                    | Király Attila     | a Fenway Park eredménytábla kezelője                                                                     |
| Larry Joe Campbell | Murphy rendőrtiszt        | Kapácsy Miklós    | |

További magyar hangok: Szvetlov Balázs, Csuha Lajos, Törtei Tünde, Stern Dániel, Mészáros András, Lipcsey Bori, Honti Molnár Gábor, Fehérváry Márton, Fehér Péter, Ficzere Béla, Gacsal Ádám, Bor László, Czifra Krisztina, Csúz Lívia, Bálizs Anett
Szereplőválogatás: Eredetileg úgy volt, hogy Zach Galifianakis játssza Roy Pulsipher szerepét, de végül egyéb okok miatt nem tudta elvállalni. Jodie Fosternek Mildred Proctor alakítására lett volna lehetősége, ám helyette Mary-Louise Parker kapta a szerepet.

## A film zenéi
| 1.    | "R.I.P.D"             | 0:58 |
| 2.    | "The Ascent"          | 2:13 |
| 3.    | "Elevator Chase"      | 1:58 |
| 4.    | "Orientation"         | 2:25 |
| 5.    | "Evidence Room"       | 1:25 |
| 6.    | "Partners"            | 0:59 |
| 7.    | "Nick's Funeral"      | 1:47 |
| 8.    | "A Closer Look"       | 2:05 |
| 9.    | "Nawiki"              | 1:59 |
| 10.   | "A Powerful Artifact" | 1:59 |
| 11.   | "First Vortex"        | 0:39 |
| 12.   | "Fat Elvis"           | 1:09 |
| 13.   | "Raining Cars"        | 2:19 |
| 14.   | "Hunting Hayes"       | 1:22 |
| 15.   | "Track Ghost"         | 1:38 |
| 16.   | "High Noon"           | 1:14 |
| 17.   | "Half Spheres"        | 1:21 |
| 18.   | "House Wrecked"       | 1:15 |
| 19.   | "Icy Hot Partner"     | 1:10 |
| 20.   | "Mano a Mano"         | 1:42 |
| 21.   | "Goodbye"             | 1:52 |
| 22.   | "Roy's Hat"           | 1:14 |
| 23.   | "The Better Man"      | 4:15 |
| 38:58 |                       |      |

## Fordítás
- Ez a szócikk részben vagy egészben  a   R.I.P.D. - Poliziotti dall'aldilà című olasz Wikipédia-szócikk fordításán alapul.  Az eredeti cikk szerkesztőit annak laptörténete sorolja fel. Ez a jelzés csupán a megfogalmazás eredetét és a szerzői jogokat jelzi, nem szolgál a cikkben szereplő információk forrásmegjelöléseként.